# 오카보촌
오카보촌(岡保村)은 후쿠이현 요시다군에 설치되었던 촌이다. 현재의 후쿠이시에 해당한다.